# مرتضى الفيروزآبادي
السيد مرتضى بن محمد بن محمد باقر بن الحسين الحسيني الفيروزآبادي (1329 هـ - 1410 هـ). هو رجل دين وفقيه شيعي إيراني له بعض المؤلفات المشهورة والمتداولة.

## ولادته ونشأته
كانت ولادته في آخر ربيع الأول 1329 هـ بمدينة النجف حيث كان والده محمد من رجال الدين الذين تصدّوا للمرجعية فيها وله مُؤلفات منها أصول الفقه وإزاحة الشكوك في حكم اللباس المشكوك، وقد سار مرتضى مسير والده بالدخول في سلك رجال الدين، فبعد أن تعلم مبادئ القراءة والكتابة؛ بدأ بقراءة العلوم الإسلامية الدارجة في الحوزات الشيعية، فدرس العلوم الأدبية وشيئاً من الفقه والأصول والفلسفة والكلام. ولما أكمل دراسة كتب الكفاية والمكاسب والرسائل؛ تهيأ للحضور في الحلقات الدراسية العالية المعروفة باسم البحث الخارج، فحضر في الأصول دروس كل من علي الإيرواني وأبو الحسن المشكيني، وأما في الفقه فقد حضر دروس أبي الحسن الأصفهاني ومحمد كاظم الشيرازي.

## هجرته إلى إيران
في سنة 1391 هـ هُجّر الفيروزآبادي إلى إيران قسرياً على يد حزب البعث العربي الاشتراكي الحاكم آنذاك في العراق، واستوطن حينها مدينة قم ومارس فيها التدريس سنين طويلة لكنه ترك التدريس ونشاطاته الأخرى بسبب تدهور صحته.

## مؤلفاته
من مُؤلفاته:
| - الفضائل الخمسة من الصحاح الستة. يقع هذا الكتاب في ثلاثة أجزاء. - عناية الأصول في شرح كفاية الأصول. شرحٌ على كتاب كفاية الأصول؛ يقع في ستة أجزاء. - السبعة من السلف. يتناول سيّر أبي بكر وعمر وعثمان وعائشة وحفصة وخالد بن الوليد ومعاوية. - الفروع المهمة في أحكام الأئمة. برز منه ست مجلدات في الطهارة. | - العذاب المؤبد في مطاعن أعداء آل محمد. - منتخب المسائل. - خلاصة الجواهر. |